# Maubant

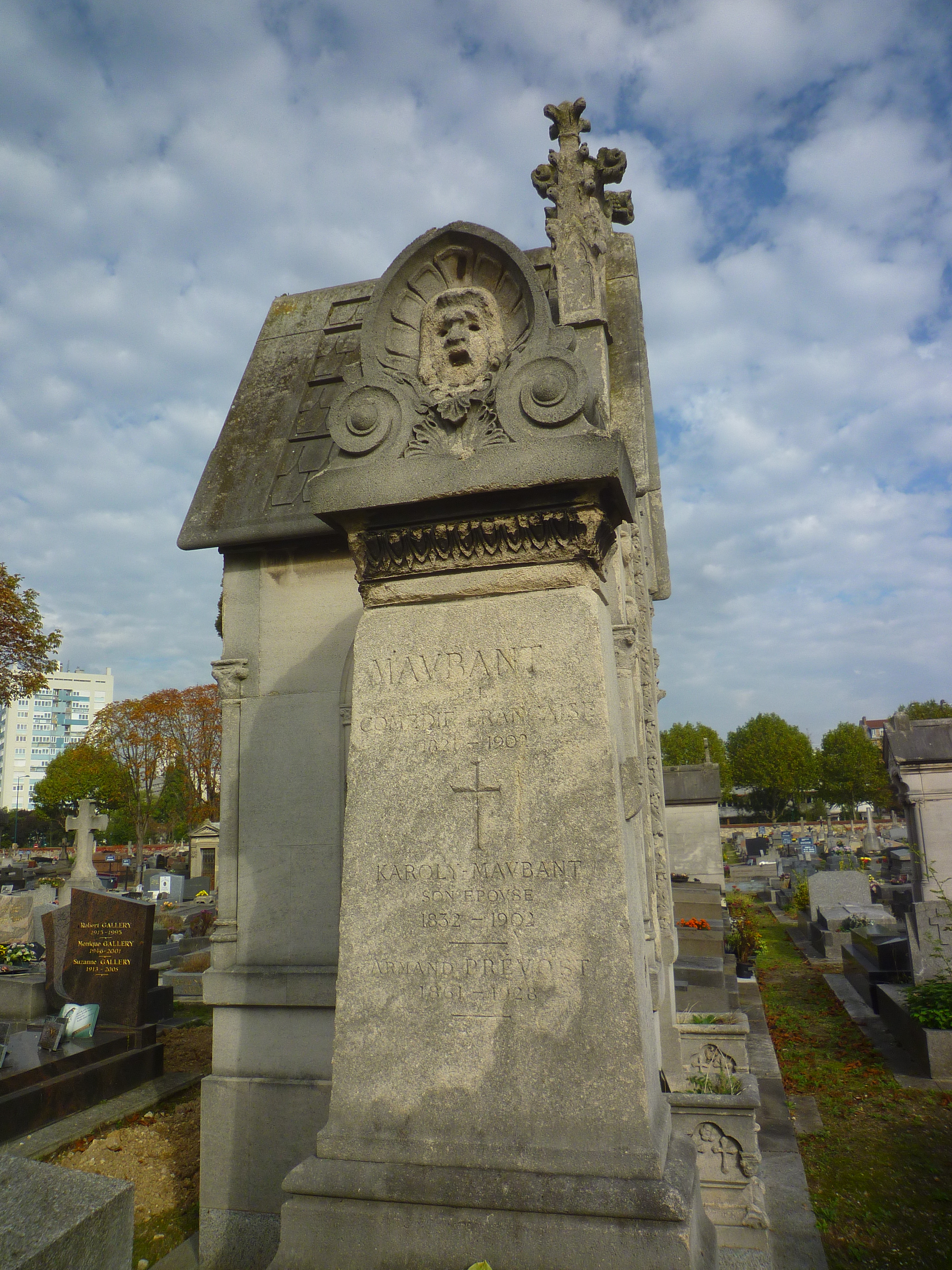
Sépulture de Maubant au cimetière d'Asnières (92)

Henri-Polydore Maubant, dit Maubant, est un acteur français né le 23 août 1821 à Chantilly et mort le 3 juin 1902 à Courbevoie.

## Biographie
Il débute à la Comédie-Française le 25 août 1842, où il est définitivement engagé le 1er novembre 1843. Il y restera pendant 45 ans. C'est l'emploi des pères nobles et des raisonneurs qui convenait à son jeu sage.
Professeur au Conservatoire à partir de 1870, il prend sa retraite le 1er janvier 1889. Il est décédé des suites d'un accident sur la voie publique dont il ne s'est jamais remis. Très fort au billard, il était le partenaire du Président Jules Grévy à l'Élysée.
Le 22 juillet 1882, il a épousé à Courbevoie la tragédienne Caroline Duveau (née le 06-11-1832 à Saumur), dite Karoly, dont il avait eu une fille le 1er mai 1870 : Geneviève.
C’est Maubant qui a obtenu pour Firmin Léautaud, le père de Paul Léautaud, le poste de souffleur à la Comédie Française en 1875.

## Théâtre

### Carrière à laComédie-Française
Entrée  en 1842
Nommé 270e sociétaire en 1852
Départ en 1888

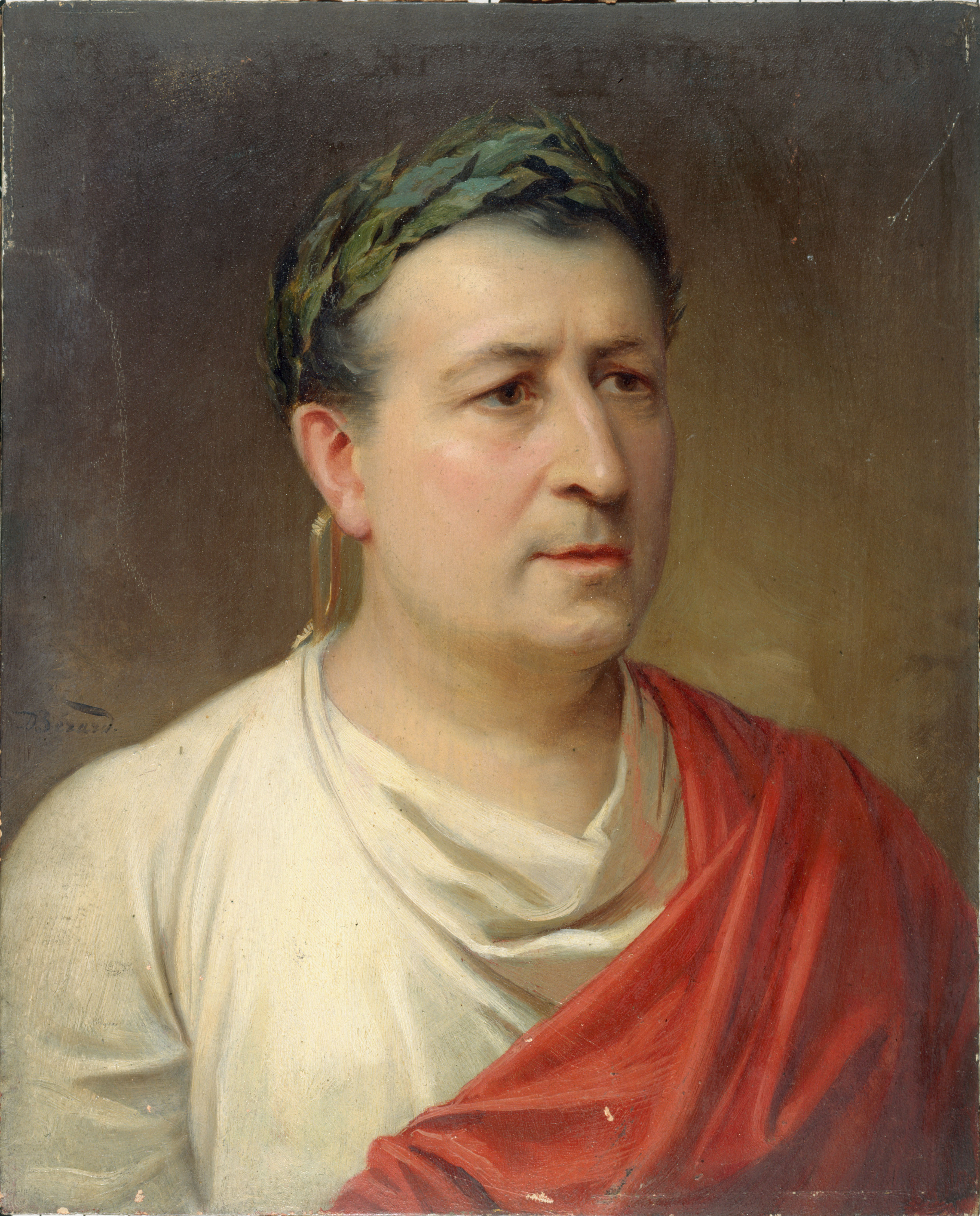
Portrait d'Henri Maubant dans Cinna, par Daniel Bérard, musée Carnavalet.

- 1844 : Bérénice de Jean Racine : Rutile (5 fois, 1844)
- 1849 : Cléopâtre de Delphine de Girardin : Marc-Antoine
- 1853 : Le Mariage forcé de Molière : Alcantor
- 1860 : L'École des maris de Molière : Ariste
- 1861 : Les Femmes savantes de Molière : Ariste
- 1862 : Dolorès de Louis Bouilhet : Don Pedre
- 1867 : Hernani de Victor Hugo : Ruy Gomez
- 1872 : Britannicus de Jean Racine : Burrhus
- 1873 : Marion de Lorme de Victor Hugo : Nangis
- 1873 : Jean de Thommeray d'Émile Augier et Jules Sandeau : Comte de Thommeray
- 1874 : Le Sphynx d'Octave Feuillet : Amiral de Chelles
- 1875 : Le Misanthrope de Molière : Alceste
- 1875 : Tartuffe de Molière : Cléante
- 1875 : Zaïre de Voltaire : Lusignan
- 1875 : La Fille de Roland de Henri de Bornier : Charlemagne
- 1875 : Le Philosophe sans le savoir de Michel-Jean Sedaine : Vanderk père
- 1876 : Le Mariage de Victorine de George Sand : M. Vanderck
- 1876 : Rome vaincue d'Alexandre Parodi : Quintus Fabius
- 1877 : Le Joueur de Jean-François Regnard : Géronte
- 1877 : Hernani de Victor Hugo : Ruy Gomez
- 1879 : Ruy Blas de Victor Hugo
- 1880 : Les Femmes savantes de Molière : Ariste
- 1880 : Garin de Paul Delair : Herbert
- 1881 : Œdipe roi de Sophocle : Tiresias
- 1882 : Le roi s'amuse de Victor Hugo : Saint-Vallier
- 1888 : Les Femmes savantes de Molière : Ariste